# Чупіна (Талицький міський округ)
Чу́піна (рос. Чупина) — присілок у складі Талицького міського округу Свердловської області.
Населення — 262 особи (2010, 304 у 2002).
Національний склад станом на 2002 рік: росіяни — 89 %.